# Sint-Annagilde
Het Sint-Annagilde is een schuttersgilde in Nuenen in de Nederlandse provincie Noord-Brabant.
De exacte ouderdom van dit gilde is onbekend, maar zeker is, dat in 1609 door de Heer van Nuenen, Floris van Eyck, aan dit gilde een zilveren schotelvormig schildje werd geschonken met daarin gegraveerd de tekst: Waert om Benyt (wees geliefd).
Verdere bekende documenten omtrent dit gilde zijn van jongere datum. Zo werd in 1628 een schenking gedaan voor een uijtvaart met een zingende mis van Requiem, mits biddende voor zijn ziel, zoo behoirlijck is. Hieruit blijkt de binding met de katholieke kerk, die de schuttersgilden kenmerkt.
Uit 1711 stamt de oudst bekende kaart, waarin de statuten van de vereniging stonden vermeld. Uit de 18e eeuw zijn nog negen koningsschilden overgebleven.
Opmerkelijke feiten zijn het Victorieschieten in 1749 ter ere van de Vrede van Aken, waarmee de Oostenrijkse Successieoorlog beëindigd werd, en het optreden in 1766 bij het aanvaarden van het stadhouderschap van Willem V.
Ook gedurende de 19e en 20e eeuw was het gilde actief, en tegenwoordig telt het ongeveer 32 gildebroeders.
In 2009 werd het 400-jarig jubileum gevierd.